# Xã Rover, Quận Yell, Arkansas
Xã Rover (tiếng Anh: Rover Township) là một xã thuộc quận Yell, tiểu bang Arkansas, Hoa Kỳ. Năm 2010, dân số của xã này là 286 người.